# دريجة بحرية

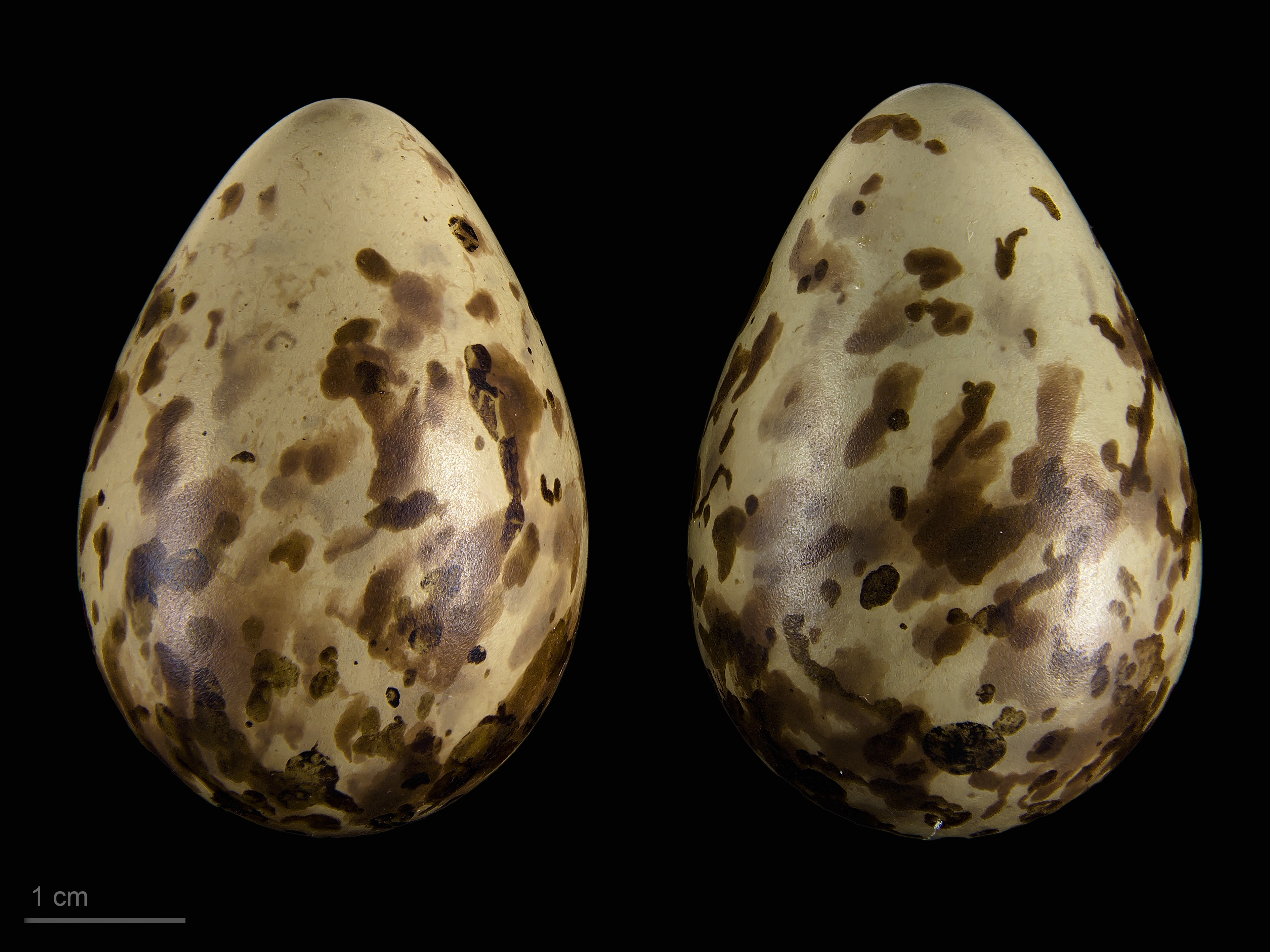
Calidris maritima maritima

دريجة بحرية أو دريجة أرجوانية (الاسم العلمي: Calidris maritima) (بالإنجليزية: Purple Sandpiper)‏ هو نوع من الطيور يتبع جنس الدريجة من فصيلة دجاج الارض.